# A' Katīgoria 2023-2024
La A' Katīgoria 2023-2024 (in greco Πρωτάθλημα Α' Κατηγορίας) è stata l'85ª edizione della massima serie del campionato cipriota di calcio, iniziata il 18 agosto 2023 e terminata il 12 maggio 2024.
L'Arīs Limassol era la squadra campione in carica, avendo vinto il titolo per la prima volta nella propria storia. Il titolo è stato vinto dall'APOEL, che ha ottenuto il suo ventinovesimo titolo nazionale.

## Stagione

### Novità
Dalla stagione precedente sono retrocesse EN Paralimni, Akritas Chlōrakas e Olympiakos Nicosia, ultime tre del campionato. Al loro posto, dalla Seconda Divisione sono stati promossi Othellos Athīainou (al debutto assoluto in massima serie), AEZ Zakakiou e Ethnikos Achnas, prime tre classificate del campionato cadetto.

### Formula
Le 14 squadre partecipanti si affrontano in un girone all'italiana con partite di andata e ritorno, per un totale di 26 giornate.
Al termine della Prima Fase le prime 6 classificate partecipano alla poule scudetto, affrontandosi in un girone all'italiana con partite di andata e ritorno, per un totale di 10 giornate. Le squadre mantengono il punteggio guadagnato durante la stagione regolare. La squadra prima classificata è campione di Cipro e si qualifica per la UEFA Champions League 2024-2025 insieme con la seconda, mentre terza e quarta classificata si qualificanoper la UEFA Conference League 2024-2025; infine la vincente della Coppa di Cipro si qualifica per la UEFA Europa League 2024-2025.
Le squadre classificate dal 7º al 14º posto partecipano alla poule retrocessione, affrontandosi in un girone all'italiana con partite di andata e ritorno, per un totale di 14 giornate. Le squadre mantengono il punteggio guadagnato durante la stagione regolare. Le ultime tre squadre classificate retrocedono in Seconda Divisione.

## Squadre partecipanti
| Club               | Città          | Stadio                                | Stagione precedente |
| ------------------ | -------------- | ------------------------------------- | ------------------- |
| AEK Larnaca        | Larnaca        | AEK Arena - Georgios Karapatakis      | 3° in A' Katīgoria  |
| AEL Limassol       | Limassol       | Stadio Tsirion                        | 9° in A' Katīgoria  |
| AEZ Zakakiou       | Limassol       | Stadio Ammochostos                    | 2° in B' Katīgoria  |
| Anorthōsis         | Famagosta      | Stadio Antōnīs Papadopoulos (Larnaca) | 7° in A' Katīgoria  |
| APOEL              | Nicosia        | Stadio Neo GSP                        | 2° in A' Katīgoria  |
| Apollōn Limassol   | Limassol       | Stadio Tsirion                        | 5° in A' Katīgoria  |
| Arīs Limassol      | Limassol       | Stadio Tsirion                        | Campione di Cipro   |
| Doxa Katōkopias    | Katōkopia      | Stadio Makario (Nicosia)              | 11° in A' Katīgoria |
| Ethnikos Achnas    | Achna          | Stadio Dasaki                         | 3° in B' Katīgoria  |
| Karmiōtissa        | Kato Polemidia | Dimotiko Stadio                       | 10° in A' Katīgoria |
| Nea Salamis        | Larnaca        | Stadio Ammochōstos Epistrofī          | 8° in A' Katīgoria  |
| Omonia             | Nicosia        | Stadio Neo GSP                        | 6° in A' Katīgoria  |
| Othellos Athīainou | Athīenou       | Stadio Ammochostos                    | 1° in B' Katīgoria  |
| Pafos              | Pafo           | Stadio Stelios Kyriakides             | 4° in A' Katīgoria  |

## Stagione regolare

### Classifica finale
Aggiornata al 12 aprile 2024.
|  | Pos. | Squadra            | Pt | G  | V  | N  | P  | GF | GS | DR  |
|  | ---- | ------------------ | -- | -- | -- | -- | -- | -- | -- | --- |
|  | 1.   | APOEL              | 59 | 26 | 18 | 5  | 3  | 54 | 16 | +38 |
|  | 2.   | Arīs Limassol      | 56 | 26 | 18 | 2  | 6  | 53 | 21 | +32 |
|  | 3.   | AEK Larnaca        | 52 | 26 | 15 | 7  | 4  | 44 | 26 | +18 |
|  | 4.   | Pafos              | 50 | 26 | 15 | 5  | 6  | 48 | 20 | +28 |
|  | 5.   | Omonia             | 49 | 26 | 14 | 7  | 5  | 49 | 30 | +19 |
|  | 6.   | Anorthōsis         | 47 | 26 | 14 | 5  | 7  | 38 | 23 | +15 |
|  | 7.   | Apollōn Limassol   | 38 | 26 | 10 | 8  | 8  | 37 | 27 | +10 |
|  | 8.   | Nea Salamis        | 36 | 26 | 10 | 6  | 10 | 34 | 39 | -5  |
|  | 9.   | AEL Limassol       | 30 | 26 | 9  | 3  | 14 | 34 | 45 | -11 |
|  | 10.  | Ethnikos Achnas    | 26 | 26 | 6  | 8  | 12 | 39 | 56 | -17 |
|  | 11.  | Karmiōtissa        | 20 | 26 | 5  | 5  | 16 | 31 | 53 | -24 |
|  | 12.  | AEZ Zakakiou       | 16 | 26 | 2  | 10 | 14 | 28 | 59 | -31 |
|  | 13.  | Othellos Athīainou | 15 | 26 | 3  | 6  | 17 | 20 | 52 | -32 |
|  | 14.  | Doxa Katōkopias    | 12 | 26 | 3  | 3  | 20 | 14 | 56 | -42 |

Legenda:
      Ammesse alla poule scudetto
      Ammesse alla poule retrocessione
Regolamento:
Tre punti a vittoria, uno a pareggio, zero a sconfitta.
Note:

## Poule scudetto

### Classifica finale
|                  | Pos. | Squadra       | Pt | G  | V  | N  | P  | GF | GS | DR  |
| ---------------- | ---- | ------------- | -- | -- | -- | -- | -- | -- | -- | --- |
| Cipro (bandiera) | 1.   | APOEL         | 73 | 36 | 22 | 7  | 7  | 63 | 24 | +39 |
|                  | 2.   | AEK Larnaca   | 73 | 36 | 21 | 10 | 5  | 57 | 31 | +26 |
|                  | 3.   | Omonia        | 69 | 36 | 20 | 9  | 7  | 62 | 37 | +25 |
|                  | 4.   | Arīs Limassol | 65 | 36 | 20 | 5  | 11 | 63 | 34 | +29 |
| [ 2 ]            | 5.   | Pafos         | 62 | 36 | 18 | 8  | 10 | 60 | 33 | +27 |
|                  | 6.   | Anorthōsis    | 53 | 36 | 15 | 8  | 13 | 46 | 42 | +4  |

Legenda:
      Campione di Cipro e ammessa alla UEFA Champions League 2024-2025
      Ammesse alla UEFA Conference League 2024-2025
      Ammessa alla UEFA Europa League 2024-2025
Regolamento:
Tre punti a vittoria, uno a pareggio, zero a sconfitta.

## Poule retrocessione

### Classifica finale
|  | Pos. | Squadra            | Pt | G  | V  | N  | P  | GF | GS  | DR  |
|  | ---- | ------------------ | -- | -- | -- | -- | -- | -- | --- | --- |
|  | 7.   | Apollōn Limassol   | 66 | 40 | 18 | 12 | 10 | 64 | 38  | +26 |
|  | 8.   | AEL Limassol       | 54 | 40 | 15 | 9  | 16 | 61 | 68  | -7  |
|  | 9.   | Nea Salamis        | 51 | 40 | 14 | 9  | 17 | 52 | 61  | -9  |
|  | 10.  | Ethnikos Achnas    | 50 | 40 | 13 | 11 | 16 | 70 | 79  | -9  |
|  | 11.  | Karmiōtissa        | 40 | 40 | 10 | 10 | 20 | 58 | 77  | -19 |
|  | 12.  | Doxa Katōkopias    | 35 | 40 | 10 | 5  | 25 | 34 | 77  | -43 |
|  | 13.  | Othellos Athīainou | 33 | 40 | 8  | 9  | 23 | 48 | 77  | -29 |
|  | 14.  | AEZ Zakakiou       | 18 | 40 | 2  | 12 | 26 | 40 | 100 | -60 |

Legenda:
      Retrocesse in Seconda Divisione 2024-2025
Regolamento:
Tre punti a vittoria, uno a pareggio, zero a sconfitta.

## Classifica marcatori
| Gol |  |  | Giocatore            | Squadra          |
| --- |  |  | -------------------- | ---------------- |
| 19  |  |  | Marios Īlia          | Ethnikos Achna   |
| 18  |  |  | Enzo Cabrera         | Ethnikos Achna   |
| 18  |  |  | Andreas Katsantonis  | Karmiotissa      |
| 15  |  |  | Jairo                | Pafos            |
| 15  |  |  | Fran Sol             | AEK Larnaca      |
| 14  |  |  | Muamer Tanković      | Pafos            |
| 12  |  |  | Sergio Castel        | Anorthosis       |
| 12  |  |  | Willy Semedo         | Omonia           |
| 11  |  |  | Pedro Marques        | Apollon Limassol |
| 9   |  |  | Sekou Gassama        | Anorthosis       |
| 9   |  |  | Fjorin Durmishaj     | Nea Salamis      |
| 9   |  |  | Yannick Gomis        | Aris Limassol    |
| 9   |  |  | Andronikos Kakoullīs | Omonia           |
| 9   |  |  | Antreas Makrīs       | AEL Limassol     |
| 9   |  |  | Marquinhos           | APOEL            |